# Ли, Уильям Кэри
Уильям Кэри «Билл» Ли (англ. William Carey Lee) (12 марта 1895 — 25 июня 1948) — американский военачальник, генерал-майор, командир 101-й воздушно-десантной дивизии во время Второй Мировой войны.

## Биография
Уильям Кэри Ли родился 12 марта 1895 года в городе Данн, штат Северная Каролина. После завершения колледжа штата, он окончил курсы подготовки офицеров резерва и в 1917 получил воинское звание второй лейтенант и участвовал в боевых действиях во время Первой мировой войны в составе американских экспедиционных сил армии США во Франции.
При вступлении Соединенных Штатов во Вторую мировую войну, Уильям Ли получил звание генерал-майора и стал основателем теории применения воздушно-десантных войск США. Несмотря на то, что идея воздушного десанта не имела широкого круга сторонников среди высшего руководства Вооруженных сил США, президент страны Франклин Рузвельт выразил свою личную поддержку основной концепции десанта и способствовал созданию первого парашютно-десантного взвода летом 1940 года. Постепенно это привело к развитию десантных войск в стране и вскоре было сформировано командование воздушно-десантных войск США. Генерал Ли становится первым командиром созданной парашютной школы в Форте Беннинг, штат Джорджия и получил медаль «За выдающиеся заслуги» за вклад в развитие десантных войск.
В августе 1942 года генерал-майор Ли назначается командиром 101-й воздушно-десантной дивизии, дислоцированной в Кэмп-Клейборн, центральная Луизиана.
Ли принимал активное участие в разработке планов высадки воздушного десанта в Нормандии и непосредственно проходил подготовку к боям, но за несколько месяцев до начала операции у него случался сердечный приступ. В должности командира дивизии Ли был заменен генерал-майором Максвеллом Тейлором.
Генерал Ли уволился из рядов вооруженных сил в конце 1944 и в 1948 умер на родине в Данне.